# Barn av sin stad
Barn av sin stad är en roman från 1962 av Per Anders Fogelström, som utspelar sig under åren 1880–1900 och skildrar livet i Söders arbetarkvarter. I denna bok är Lotten Nilsson (änka efter hamnarbetaren Henning) och hennes barn August och Emelie huvudpersonerna. August adopterats av grosshandlarfamiljen Bodin, och växer upp i överklassens Stockholm, medan systern Emelie efter moderns bortgång själv får bära ansvaret för sig och för brodern Olof. Författaren skildrar med denna utgångspunkt den tidens klasskillnader.
Boken beskriver det skede av förändring som präglade Stockholm strax före sekelskiftet 1800-/1900. Stockholmsutställningen 1897 där Emelie medverkar skildras i romanen. 
Detta är den andra delen i Fogelströms stadsserie och föregås av Mina drömmars stad och följs av Minns du den stad.

## Stadsserien
- 1960: Mina drömmars stad 1860–1880
- 1962: Barn av sin stad 1880–1900
- 1964: Minns du den stad 1900–1925
- 1966: I en förvandlad stad 1925–1945
- 1968: Stad i världen 1945–1968

## Andra utgåvor
- 1997 ISBN 91-7950-460-4, ljudbok (kassett), Iris Förlag, uppläsare Helge Skoog
- 1997 ISBN 91-89042-01-8, LL-förlaget, 140 sidor + ljudbok (kassett)